# Мајкл Стивенс
Мајкл Стивенс (енгл. Michael Stevens; Канзас Сити, 23. јануар 1986) је амерички едукатор, јавни говорник, јутјубер, творац познатог едукативног Јутјуб канала Vsauce, као и документарне Јутјуб серије Mind Field.

## Биографија
Стевенс је рођен 23. јануара 1986, у Канзас Ситију, Мисури. Његова мајка је радила као асистент у настави, док је отац био хемијски инжењер. Породица се преселила у Стилвел, Кансас, 1991. године, где Стивенс завршава средњу школу. Студије психологије и енглеске књижевности завршава на Универзитету у Чикагу.
Прве кораке у својој Јутјуб каријери започиње 2008. учешћем на каналу Barely Political (данас The Key of Awesome).
Популарност стиче након покретања Јутјуб канала Vsauce, поводом чега часопис Атлантик током 2014. о њему пише као о једном од најпопуларнијих аутора едукативног садржаја на интернету.
Од 2014. је почасни члан друштва Сигма Кси (енгл. Sigma Xi) на Универзитету Корнел, које окупља научнике и инжењере.

## Јутјуб

### Vsauce
2007. покреће канал Vsauce, који постаје активан 2010. године. Канал је у почетку био посвећен рачунарским играма, да би убрзо почео да се бави културом, науком и филозофијом.  Канал је 2014. награђен Стрими Наградом, за најбољи садржај из области науке и едукације. Канал је такође награђен 2016. Веби Наградом.
Током снимања Јутјуб садржаја, сарађивао је са многим познатим члановима научне заједнице енглеског говорног подручја, као што су: Бил Нај, Дејвид Атенборо, Џек Хорнер и Дерек Мјулер.
Осим научне заједнице, сарађивао је и са познатим личностима, попут познатог британског кувара и ТВ личности Џејмија Оливера.
Према тврдњама Мајкла Стивенса, назив његовог канала Vsauce потиче од вебсајт апликације за генерацију насумичних имена.
У новембру 2020. канал је имао 16 милиона претплатика, и 1,9 милијарди прегледа.

### Mind Field
Аутор је документарне серије Mind Field која је од 2017. године доступна премијум корисницима Јутјуба.
У серији изоди низ експеримената, од којих су познатији испитивање утицаја изолације на људску психу (Isolation), спровођење експеримента где испитује како људи реагују на проблем тролејбуса (The Greater Good), као и поновно извођење Станфордског затворског експеримента (The Stanford Prison Experiment).
Серија је више пута номинована за Еми Награду.

## Јавни наступи
Током 2013. одржава јавни наступ на ТЕД конференцији, где је најављен као аутор свог Јутјуб канала.
Мајкл Стивенс заједно са још осам познатих јутјубера, 2014. учествује у дискусији са тадашњим председником САД Бараком Обамом, у Белој кући, која је била посвећена образовању и здравственом осугурању америчких грађана.
Мајкл Стивенс и Адам Севиџ, су 2017. организовали турнеју Brain Candy, која се бавила популаризацијом науке кроз забаву.